# Sven Colling
Sven Sonny Jan Colling, född 4 december 1939 i Klara församling i Stockholm, död 13 mars 2015 i Ljungskile, var en svensk radioman, känd från Hallå trafikant.
Sven Colling började på Sveriges Radio i Stockholm 1959, där han till en början var tekniker. Han hade planer på att gå över till TV-mediet och gick därför en kurs till TV-producent 1970, men stannade kvar vid radion och startade 1973 programmet Hallå trafikant, som till en början hette Hallå Bilist och var en uppföljare till Sveriges bilradio. 1989 kom han till Trafiksäkerhetsverket som informationschef.
För trafiksäkerhetsarbetet i radioprogrammet fick han och kollegan Roland Karlsson varsin silvermedalj av den bilintresserade prins Bertil.
Åren 1960–1978 var han gift med Birgitta Colling (född 1938) och var sedan 1981 gift med Mona Åslund (född 1946).